# La Batllòria
La Batllòria es una localidad española del municipio de Sant Celoni, perteneciente a la provincia de Barcelona, en la comunidad autónoma de Cataluña.

## Toponimia
El lugar puede aparecer referido como «La Batllòria» y «Batlloria».

## Geografía
Tiene estructura de pueblo separado a 6 km del núcleo del municipio, siendo el más poblado fuera de este. Ubicado en el valle que forma el río de la Tordera, entre el macizo del Montseny y la cordillera del Montnegre. Hace también frontera entre las provincias de Barcelona y Gerona, de las comarcas de la Selva y el Maresme, al límite con los términos municipales de Gualba y Riells i Viabrea. 
Pasa la carretera C-35 de Granollers a Massanet de la Selva. Tiene estación de tren compartida con Gualba con la línea Barcelona - Portbou por Granollers.

## Historia
La Batllòria era bien conocida por su hostal a pie del antiguo camino que unía Gerona y Barcelona, el camino real, siendo este por lo tanto muy transitado. Al ser un recorrido tan largo, el viaje se hacía normalmente en dos jornadas, por eso había que hacer noche en hostales de la mitad del camino (Vilalba Sasserra, San Celoni, Gualba de Baix, la Batlloria, Riells y Viabrea, Hostalric ...).  Este hecho proporcionó el crecimiento del núcleo de la población que experimento un importante crecimiento ente los siglos XV y XVI, dando lugar a la Batllòria que actualmente conocemos.
Hacia mediados del siglo XIX, el lugar pertenecía a Montnegre. Aparece descrito en el cuarto volumen del Diccionario geográfico-estadístico-histórico de España y sus posesiones de Ultramar de Pascual Madoz con las siguientes palabras:

BATLLORIA: ald. de la prov., aud. terr., c. g. y dióc. de Barcelona, part. jud. de Arenys de Mar: se halla sit. á la márg. der. del r. Tordera con buena ventilacion y clima sano; tiene una igl. parr.(Sta. Maria), servida por un vicario natural de provision del diocesano, y forma ayunt. con los pueblos de Montnegre y Fuirosos; pobl., riqueza y contr.: (V. Montnegre).
(Madoz, 1846, p. 75)

En la actualidad, pertenece al municipio de Sant Celoni. En 2023, la entidad singular de población tenía empadronados 1460 habitantes y el núcleo de población, 1189.

## Cultura y fiestas
Se celebran dos fiestas mayores, una tienen lugar en verano concretamente el cuarto fin de semana de agosto, y la otra en invierno el 18 de diciembre conmemorando a la Virgen de la Esperanza, la patrona de la población en la cual está consagrada su iglesia parroquial. 
La asociación Unión Batllorienca tuvo un papel importante como organizadora de las fiestas y eventos. Fundada en 1922, construyó un nuevo local con bar y sala de baile en la carretera vieja en 1965 el cual funcionó hasta 2002. En 2013 se ha recuperado la Unión Batllorienca como espacio cultural municipal. Cada año por el mes de mayo, se celebra la fiesta - homenaje a la vejez con participación del mayor tamaño.
Cuenta con un colla de gigantes, formados por los gigantes Roc y Esperanza creados en 1989. Forman parte de la agrupación de las collas geganteras de Cataluña, pero actualmente no participan en los eventos festivos dado que no tienen suficientes participantes.